# En flicka hela da'n
En flicka hela da'n (danska: En pige med pep) är en dansk komedifilm från 1940 i regi av Emanuel Gregers. I huvudrollerna ses Marguerite Viby, Sigfred Johansen, Gunnar Lauring och Aage Fønss. 

## Handling
Floras stora dröm är att arbeta som journalist, men hon lyckas inte sälja sina artiklar till någon tidning trots ivriga försök. Men så får hon en lysande idé, hon ska intervjua skeppsredare Olivarius som har köpt en dyrbar kinesisk statyett. 
Tyvärr går saker inte alls som Flora hade planerat utan hon blir istället intrasslad i diverse förvecklingar bland annat i något av en stöldhärva - samt inte minst så blir hon förälskad i den misstänkte tjuven...

## Rollista i urval
- Marguerite Viby - Flora Sørensen
- Sigfred Johansen - Kaj Jensen
- Gunnar Lauring - Bengt Ankerström
- Aage Fønss - Henrik Olivarius
- Inger Stender - Inger
- Sigurd Langberg - Jensen, Kajs far
- Helga Frier - Fru Jensen

## DVD
Filmen finns utgiven på DVD i Danmark.